# Колам (Сингальський народний театр)

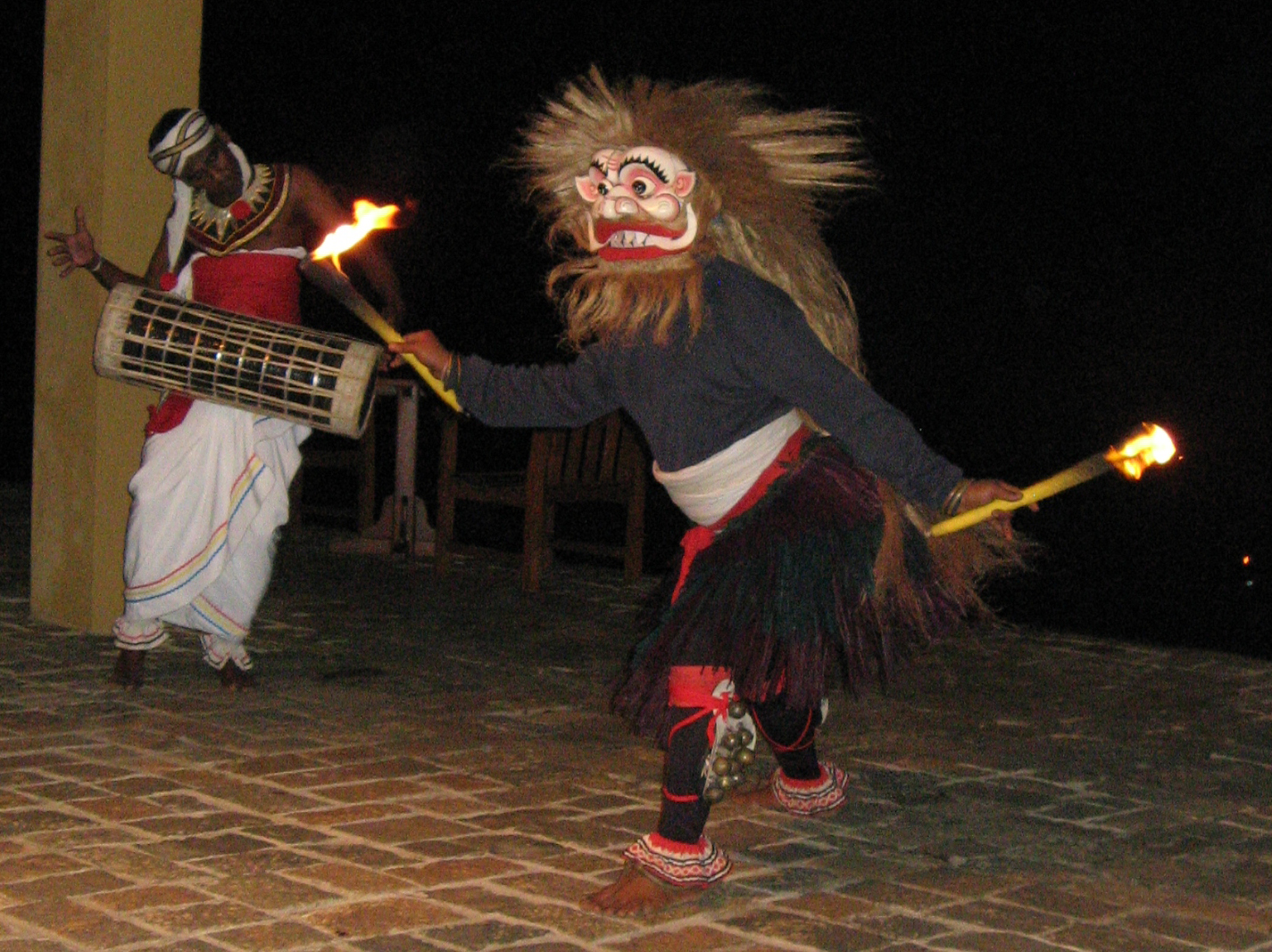
Персонаж Колам у місті Галле.

Колам (з сингальської мови «маска») — сингальський народний театр у Шрі-Ланці, який поєднує у собі танець, театр масок, барабанний бій і ритуали, пов'язані з магічним культовим церемоніалом, вигнанням злих духів. Змістом театральних постанов є фольклор Шрі-Ланки. Розповсюджений у районах Амбалангоди та Бентара.

## Походження колам
Колам-театр комедійного направлення, де значна роль належить ведучому коміку (каватай). Це видовище в масках, в основі якого пантоміма і танець.
Походження давньої назви колам-натанава пов'язане з обрядом вигнання з хворого злих духів, (яку-натанава). З часом цей обряд перетворився у театральне видовище. З обряду були запозичені та перенесені до театральної вистави численні маски злих духів (яку), велетнів та танцювальна основа обряду. У коламі, як і у давніх обрядах, бере участь читець (ведучий комік-каватая), оповідь якого ілюструється пантомімою та танцями під акомпанемент барабану.

## Маски

Персонажі Колам.

До традиційних відносять маски — лева, тигра, ведмедя, вовка, мавпочки, корови та інших тварин. Особлива група масок зображує королівський двір (король, королева, принцеси, принци, придворні). Згодом у виставах почали використовувати нові маски — поліціянт, барабанщик з дружиною, подружня пара торговців, солдат який повертається до дому, колонізатори (французи, англійці, голландці) та представники народів які населяють Шрі-Ланку.

## Сучасний колам
Текст у сучасному коламі вимовляють самі виконавці та імпровізують з непристойними жартами. Вистава складається з 2 частин: перша більш тривала включає різні сцени, танці, пантоміми. Актори імітують поведінку тварин, зображують демонів, виконують давні ритуальні танці. Друга частина вистави — невелика п'єса, в основі якої є легенда, казка або подія з сільського життя. Наприклад, історія кохання двох міфічних істот-напівлюдей, напів птахів Кіндура та Кіндурі; легенда про хороброго воїна Готаімбаре, який вступив у боротьбу з демоном за честь своєї дружини. Завершується вистава виходом актора у масці астролога, який закликає на милість Богів для усіх присутніх.
Вистави колам розігруються у селищах Південного Цейлону. Починаються надвечір та продовжуються усю ніч, у яких беруть участь виконавці у масках, читець й барабанщики та хор.